# ماكسيم ميشيل
ماكسيم ميشيل (بالفرنسية: Maxime Michel)‏ هو لاعب كرة الريشة فرنسي، ولد في 22 أبريل 1990.

## وصلات خارجية
- ماكسيم ميشيل على موقع BWF.tournamentsoftware.com (الإنجليزية)
- ماكسيم ميشيل على موقع BWFbadminton.com (الإنجليزية)